# Мишел Камдесю
Мишел Камдесю (на френски: Michel Camdessus) е френски финансист.
Той е роден на 1 май 1933 г. в Байон. Завършва политическа икономия в Парижкия университет, след което дълги години заема длъжности във френското финансово министерство.
През 1984 г. става управител на Банк дьо Франс. От 1987 до 2000 г. е управляващ директор на Международния валутен фонд, като към 2011 г. е най-дълго заемалият този пост в неговата история.